# Националь (гостиница, Киев)
Национа́ль (укр. Національ) — гостиница в Киеве, построенная архитектором Владимиром Николаевым в 1876 году. Находилась на месте нынешнего здания кинотеатра «Орбита» по Крещатику, 29/1. По праву считалась одним из самых красивых зданий старого Крещатика.

## История
Уже в 1830-е известный архитектор Викентий Беретти содержал на этом месте небольшой двухэтажный отель (в 1845 году здесь останавливался Николай Костомаров, а в 1846 году — Тарас Шевченко). В 1876 году по проекту Владимира Николаева вместо старого здания был возведен трехэтажный дом по заказу очередного владельца особняка — купца Марра. Здание замыкало улицу Крещатик и вторым своим фасадом выходила на Бессарабскую площадь.
Отель отличался оригинальностью форм. Упор делался на четырёхэтажном углу сооружения, в противоположность трём, что смотрели на Крещатик и Бессарабку. Таким образом зодчий очень удачно подчеркнул и архитектурно решил важную развязку центральных улиц города. Первый этаж здания арендовали магазины, а два верхних этажа занимала гостиница «Националь», первым владельцем которого был предприниматель Шульц. Хотя отель постоянно менял владельцев и название, называясь то «Национальным», то «Большим национальным», то просто «Националь», это не мешало его репутацию одного из лучших в городе. С 1906 года в помещении гостиницы действовал кинотеатр «Електробиограф».
Здание гостиницы «Националь» было уничтожено, вместе со всем Крещатиком, во время серии спланированных взрывов в 1941 году. Как раз тогда советская армия заминировала большую часть Крещатика и других важных зданий Киева, чтобы можно было взорвать их в случае наступления немецких войск.